# Sowetbek Medebajew
Sowetbek Tursynuly Medebajew (kasachisch Советбек Тұрсынұлы Медебаев, russisch Советбек Турсынович Медебаев Sowetbek Tursynowitsch Medebajew; * 7. Januar 1965 in Qarsaqbai) ist ein kasachischer Politiker und seit September 2008 Bürgermeister der kasachischen Stadt Sätbajew.

## Leben
Sowetbek Medebajew wurde am 7. Januar 1965 in Qarsaqbai im Gebiet Qaraghandy geboren. An der Universität in Schesqasghan studierte er Wirtschaft. Danach war er bei der Stadtverwaltung von Schesqasghan angestellt und leitete von 1988 bis 1992 geologische Expedition Schesqasghan. Von 1992 bis 1995 war er Leiter der Behörde für Bauvorhaben, Transport und Technik der regionalen Verbrauchergesellschaft in Schesqasghan.
Seit 1995 arbeitete er für die Stadtverwaltung von Schesqasghan und den Bürgermeister der Stadt. Außerdem trat der der Partei Nur Otan bei. Am 20. September 2003 wurde er als Abgeordneter für den Stadtbezirk 5 in den Stadtrat von Schesqasghan gewählt. Am 18. August 2007 wurde er erneut für denselben Stadtbezirk in den Stadtrat gewählt.
2006 machte er an der Central-Asian University in Tekeli einen Abschluss in Jurisprudenz. Am 11. September 2008 wurde er neuer Bürgermeister der Stadt Sätbajew.